# Sophie Zelmani
Sophie Zelmani, właśc. Sophie Edkvist (ur. 12 lutego 1972 w Sztokholmie) – szwedzka piosenkarka i kompozytorka.

## Dyskografia
- Lake Geneva (2025)
- The World Ain’t Pretty (2022)
- Sunrise (2019)
- My Song (2017)
- Everywhere (2014)
- Going Home (2014)
- Soul (2011)
- I’m the Rain (2010)
- The Ocean and Me (2008)
- Memory Loves You (2007)
- 1995–2005: A Decade of Dreams (2005)
- Love Affair (2003)
- Sing and Dance (2002)
- Time to Kill (1999)
- Precious Burden (1998)
- Sophie Zelmani (1995)